# Vlajka Utahu

Utažská vlajka
Poměr stran: 3:5

Vlajka Utahu, jednoho z federálních států USA, je od 9. března 2024 tvořena listem o poměru stran 3:5 se třemi vodorovnými pruhy – modrým, bílým a červeným, v poměru šířek 7:5:5. Bílý pruh je pilovitý s pěti zuby, prostřední je nejvyšší s vrcholem v první desetině šířky listu, krajní postupně snížené. Z prostředních čtyř desetin[ujasnit] dolního okraje bílého pruhu vyniká dolů do červeného pruhu bílý zub, s vrcholem v poslední desetině šířky listu. V bílém pruhu je umístěn emblém, tvořený šestiúhelníkovým, modrým polem, vysokým 7/10 šířky listu, s dovnitř posunutým žlutým lemováním, odděleným od okraje pole dvojnásobnou šířkou lemu, se žlutým, stylizovaným včelím úlem, pod ním bílá pěticípá hvězda. Mezi horním a dolním vrcholem emblému a vrcholy středních, bílých zubů je mezera rovná 1/20 šířky listu.
Modrá barva symbolizuje svobodu, optimismus, nebe a jezera, bílá mír, pravdu, sůl, sníh a hory a červená symbolizuje vytrvalost a připomíná červené skály jižního Utahu. Šestiúhelníkové pole se žlutým lemem představuje sílu a jednotu. Včelí úl (nachází se na státní pečeti a byl i na předchozí vlajce) je tradiční symbol pokroku a tvrdé práce, hvězda představuje naději a rok 1896, kdy se stal Utah 45. státem USA

## Historie
První utažská vlajka (modrý list se státním emblémem) byla zhotovena v roce 1903 pro světovou výstavu v roce 1904 v St. Louis ve státě Missouri.
Někdy po roce 1905 byl na vlajku přidán nápis UTAH. Obě vlajky nebyly zavedeny žádným právním předpisem, hovořilo se proto o guvernérské vlajce.
9. března 1911 byla utažská vlajka stanovena zákonem, tvořena byla modrým listem s uprostřed umístěným emblémem v přirozených barvách, který vycházel ze státní pečeti, přijaté 3. dubna 1896.

Utažská vlajka (1903–1904)
Utažská vlajka (1904–1911)
Utažská vlajka (1911–1913)

V roce 1911 bylo též rozhodnuto o vyrobení vlajky pro bitevní loď USS Utah. Teprve po dvou letech byly obstarány peníze na výrobu, po předání v roce 1913 byl však emblém na vyrobené vlajce obkroužen zlatou linií. Místo opravy byl změněn popis vlajky.
V roce 1922 byla vyrobena oficiální vlajka (ručně vyšívaná) na které byla (oproti popisu v zákoně) barva štítu změněna z bílé na modrou a letopočet 1847 byl umístěn pod štít místo v patě štítu.
V roce 2011, při příležitosti přijetí prvního zákona o vlajce, podepsal utažský guvernér Gary Herbert právní předpis, který opravil chyby a design vlajky se vrátil do podoby z roku 1913: štít je opět bílý, nápis 1847 je v patě štítu.
Symbolika vlajky byla stejná jako symbolika pečeti.

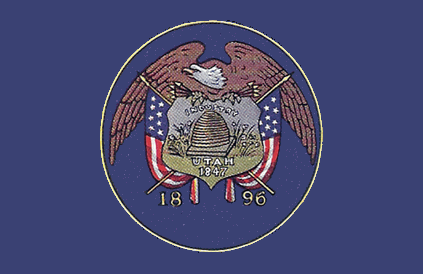
Utažská vlajka (1913–1922) Poměr stran: 5:8
Utažská vlajka (1922–2011) Poměr stran: 5:8
Utažská vlajka (2011–2024) Poměr stran: 5:8

Od roku 2018 pracoval zákonodárný sbor státu na legislativě související s novou vlajkou. V roce 2021 byla vytvořena pracovní skupina, která 10. listopadu 2022 předložila zákonodárnému sboru státu Utah konečný návrh vlajky.
30. ledna 2023 schválil zákon Senát a postoupil ho Sněmovně reprezentantů. Před hlasováním byla osmicípá hvězda, která měla připomínat osm, federálně uznávaných, indiánských kmenů v Utahu, zaměněna za pěticípou. 2. března 2023 schválila zákon Sněmovna reprezentantů, 21. března 2023 zákon o nové vlajce podepsal guvernér Spencer Cox. Vlajka je oficiálně platná od 9. března 2024.

## Den utažské vlajky
Při opravě vlajky v roce 2011 na variantu z roku 1913 byl zákonodárci státu stanoven 9. březen za den utažské vlajky.